# Port Clements
Port Clements ist ein Dorf auf Graham Island, das zu Haida Gwaii gehört, im Nordwesten der kanadischen Provinz British Columbia. Die Gemeinde gehört zum North Coast Regional District und liegt wenige Kilometer westlich des Naikoon Provincial Park.

## Lage
Das Dorf liegt am südöstlichen Ende das Masset Inlet, nördlich der Einmündung des Yakoun River. Die Gemeinde wird in Nord-Süd-Richtung durch den Highway 16, welcher hier die nördliche Route des Trans-Canada Highway darstellt, passiert. Das Dorf liegt etwa 60 km nördlich von Skidegate, bzw. etwa 40 km südlich von Masset.

## Geschichte
Lange bevor diese Gegend von europäischstämmigen Einwanderern und Holzfällern besiedelt wurde, war sie Siedlungs- und/oder Jagdgebiet der First Nations, hier der Haida.
Die Gemeinde wurde 1907 unter dem Namen „Queenstown“ gegründet, aber 1914 umbenannt. Neuer Namensgeber war „Herbert S. Clements“, der als Abgeordneter den Wahlkreis im kanadischen Unterhaus vertrat, zu dem auch die Gemeinde gehörte.
Am 31. Dezember 1975 erfolgte die Zuerkennung der kommunalen Selbstverwaltung für das Dorf (incorporated als Village Municipality).
Sechs Kilometer südlich der Siedlung wuchs die Kiidk'yaas („alter Baum“ oder auch „Goldene Fichte“), eine Sitka-Fichte von mythologischer Bedeutung für die Haida. Am 22. Januar 1997 fällte ein arbeitsloser Holzarbeiter die Kiidk’yaas als politisches Bekenntnis gegen die Holzverarbeitungsunternehmen, wie beispielsweise Weyerhaeuser.

## Demographie
Die offizielle Volkszählung, der Census 2016, ergab für die Gemeinde eine Bevölkerungszahl von 282 Einwohnern, nachdem der Zensus im Jahr 2011 für die Gemeinde noch eine Bevölkerungszahl von 378 Einwohnern ergab. Die Bevölkerung hat damit im Vergleich zum letzten Zensus im Jahr 2011 um 25,4 % abgenommen und sich damit stark entgegen dem Provinzdurchschnitt, mit einer Bevölkerungszunahme in British Columbia um 5,6 %, entwickelt. Auch im Zensuszeitraum 2006 bis 2011 hatte die Einwohnerzahl in der Gemeinde deutlich entgegen der Entwicklung in der Provinz um 14,1 % abgenommen, während sie im Provinzdurchschnitt um 7,0 % zunahm.
Für den Zensus 2016 wurde für die Gemeinde ein Medianalter von 52,2 Jahren ermittelt. Das Medianalter der Provinz lag 2016 bei nur 43,0 Jahren. Das Durchschnittsalter lag bei 47,8 Jahren, bzw. bei 42,3 Jahren in der Provinz. Zum Zensus 2011 wurde für die Gemeinde noch ein Medianalter von 47,7 Jahren ermittelt, während das Medianalter der Provinz bei nur 41,9 Jahren lag.